# Isanthrene thyestes
Isanthrene thyestes là một loài bướm đêm thuộc phân họ Arctiinae, họ Erebidae.